# Fernando Wilhelm
Fernando Ariel Wilhelm (Buenos Aires, 5 aprile 1982) è un giocatore di calcio a 5 argentino.
Con la nazionale argentina è stato campione del mondo nel 2016 e campione sudamericano nel 2003.

## Carriera

### Club
Utilizzato nel ruolo di difensore, per due anni consecutivi Wilhelm è stato nominato miglior giocatore di calcio a 5 argentino da una giuria di tecnici e giornalisti. Nel 2010, in occasione della finale tra Montesilvano e Marca, è stato eletto miglior giocatore della Supercoppa italiana. Dopo cinque stagioni da protagonista nella Marca Futsal, di cui è stato anche capitano, nel giugno 2013 si è trasferito all'Asti, fortemente voluto dal suo ex allenatore Tiago Polido.

### Nazionale
Wilhelm ha avuto una longeva carriera in nazionale con cui ha partecipato a quattro Coppe del Mondo e a tre edizioni di Copa América. Capitano dell'Albiceleste campione del mondo nel 2016, è stato inoltre eletto miglior giocatore del torneo. 

## Palmarès

### Club
- Campionato argentino: 3

River Plate: 2002 (C), 2003 (A)
Pinocho: 2005 (A)
- Coppa Benito Pujol: 1

River Plate: 2002
- Campionato italiano: 3

Arzignano: 2005-06
Marca: 2010-11, 2012-13
- Coppa Italia: 2

Marca: 2009-10
Asti: 2014-15
- Supercoppa italiana: 3

Arzignano: 2006
Marca: 2010, 2011
- Winter Cup: 2

Asti: 2013-14, 2014-15
- Coppa del Portogallo: 1

Benfica: 2016-2017
- Supertaça de Portugal: 2

Benfica: 2015, 2016

### Nazionale
- Coppa America: 1

2003
- Campionato mondiale: 1

2016